# Satiri
 Ovo je glavno značenje pojma Satiri. Za porodicu ptica iz podreda kreštalica, lat. Tityridae, pogledajte Satiri (ptice).
Satiri (grč. σάτυρος, sátyros - Σάτυροι, Sátyroi) u grčkoj mitologiji poluljudi su i poluživotinje koji opsjedaju šume i prate Pana ili Dioniza. Prikazivani su na različite načine, ali najčešći je prikaz satira kao mitološkog bića koje je napola jarac, a napola čovjek. Satiri, za razliku od ostalih bogova, nisu besmrtni nego su polubogovi.

## Karakteristike
Satiri su prikazivani s malim jarećim rogovima, ušima, repom, a ponekad i kopitima. Poslije su prikazivani u kozjem obličju zahvaljujući povezivanju s Panom i rimskim Faunom - imali su dug kozji ili konjski rep. Odrasli su satiri prikazivani s jarećim rogovima, a mlađi s manjim koštanim kvrgama ili rožićima na glavi. Kosa im je često bila kovrčava, uši šiljate, nosovi ravni, a brade velike, a često s vinovom lozom ili bršljanom koji im je kružio oko glave. Često su nosili tris - štap ukrašen listovima i bršljanom koji je na vrhu imao češer.
Zbog svoje ljubavi prema vinu prikazivani su držeći šalice s vinom, a zbog velikog seksualnog apetita često su prikazivani s erekcijom ili u lascivnim položajima.

## Mitologija

### Satirski život
Satiri su bili poluljudi i poluživotinje koji su pratili Dioniza ili Pana. Na njihovu čelu bio je Silen, božanstvo povezivano s plodnošću.
U Dionizovu kultu muški sljedbenici nazivani su satirima, a sljedbenice menadama.
U rimskoj mitologiji bili su znani kao Panes, duhovi povezani sa seoskim Panom, a miješani su i s Faunima.
Satiri su opisivani kao opasni, ali opet sramežljivi i bojažljivi. Bili su ljubitelji vina, žena i dječaka, hedonisti. Skitali su se uz glazbu aulosa, cimbala, kastanjeta, gajda te su voljeli plesati s nimfama, koje su ujedno često i proganjali. Njihov se poseban ples zvao sikinnis.
Stariji su satiri znani kao sileni, silenoi, a mlađi kao satyrisci. Zec je bio simbol plahog i stidljivog satira. Satirska djeca, odnosno mladi satiri bili su često prikazivani u umjetnosti.
Prmea Higinu, Eratosten piše da su u Gigantomahiji satiri i sileni došli jašući na magarcima koji su se uplašili stravičnih neprijatelja i glasno njakali, što je uplašilo Gigante koji su pobjegli.

### Podrijetlo
Prema Homerskoj himni Afroditi, planinske nimfe Oreade su spavale sa Silenima i Hermesom, a pretpostavlja se da su satiri plod tog čina. Heziod ih naziva braćom planinskih nimfa te Kuretesa, no beznačajnom i ništavnom rasom. 
Strabon citira Hezioda da su se Hekaterovim i Foronejevim kćerima rodile planinske nimfe i satiri te kureti (Kouretes). Prema Nonu Leneju, Astraju i Maronu, trima silenima, Silenovim sinovima, rodili su se satiri.
Češća je inačica da su sinovi Hermesa i Iftime ili Najada. Prema Euripidu, Silen ih naziva svojim sinovima.

### Satiri i nimfe
Satiri su bili povezani s plodnošću, a sami bjehu pohotna i razvratna bića koja su voljela žene, ali i dječake. Posebice su se zaljubljivali u nimfe koje su često promatrali i opsjedali.

## Umjetnost

### Slikarstvo
U grčkoj su umjetnosti isprva prikazivani starim i ružnim stvorenjima, posebice u radovima atičke škole, ali poslije su ih počeli prikaživati mlađima i blaženijima.
Poznat je kip, vjerojatno kopija Praksitelova djela, koji prikazuje satira koji se blaženo naslanja na stablo s frulom u ruci (na slici zdesna).

### Književnost
Satirska drama slijedila je nakon trilogije tragedija na dionizijevskim svečanostima. Te bi drame jednostavnije i veselije prišle temi, za razliku od tragedija. Eshil je bio poznat po svojim satirskim dramama, ali nisu sačuvane. Od Sofokla ostala je jedna satirska drama sačuvana u fragmentima - Tragači ili Sljednici (Ichneutae) 1907. u Egiptu. Jedina preživjela satirska drama iz 5. stoljeća pr. Kr. jest Euripidov Kiklop.
Rimska satira bio je poetski esej kojim se moglo kritizirati i izrugivati. Često se povezivala s grčkom satirskom dramom, ali jedina veza je samo prevratnički duh samih satira, kao suprotnost urbanizmu i samoj civilizaciji. Etimologija je također drukčija, dolazi od latinskog satira, odnosno ranije oblika satura, ženskog roda pridjeva satur = "zasićen" (od ie. korijena *sa-t/se-t-, otud i stsl. sytъ > hrv. sit).

## Vanjske poveznice
- Satiri u klasičnoj literaturi i umjetnosti (engl.)